# Cuarto viaje de Colón
El cuarto viaje de Cristóbal Colón fue una expedición transoceánica dirigida por Cristóbal Colón con el propósito de encontrar un paso marítimo por el oeste hacia Asia que partió de Sevilla el 9 de mayo de 1502. Este viaje recorrió la costa de Centroamérica y avistó las costas caribeñas de los actuales países de Honduras, Nicaragua, Costa Rica y Panamá, así como algunas pequeñas islas como las Caimán Brac y Pequeño Caimán. Colón terminó perdiendo sus cuatro naves y naufragando con sus hombres en Jamaica. Fueron rescatados por una carabela enviada desde la Española. Colón regresó finalmente a España como pasajero de una nave mercante, llegando a Sanlúcar de Barrameda el 7 de noviembre de 1504.

## Antecedentes
En su primer viaje, Cristóbal Colón había descubierto un nuevo camino a Las Indias en 1492 cuando llega al Caribe, pensando que era Asia o Las Indias, navegando desde España. Durante su segundo viaje realizó más expediciones por el Caribe mientras asentaba el dominio castellano en La Española, mediante la fundación de La Isabela o la batalla de la Vega Real. En su tercer viaje a las Indias encontró las costas del norte de la actual Venezuela, siendo el primer europeo que llegó a la masa continental americana. En sus tres primeros viajes, Colón había visitado casi todas las islas del Caribe, pero la única colonizada por los españoles era La Española. Durante todos sus viajes, Colón atendía a todo lo que pudiera recordarle a algo asiático, para asegurarse de que estaba en buen camino para llegar a la Asia que se conocía en Europa; las islas de las especias, Japón (conocida como Cipango), el río Ganges, etc.
Por sus gestiones en las Indias, que algunos creyeron ineficaces, por sus abusos esclavizando y torturando a los indígenas (en contra de las prohibiciones expresas de Isabel la católica) y por la ampliación de los permisos de exploración a otros exploradores castellanos, Colón perdió el estatus que él creía haber adquirido en 1492 con las Capitulaciones de Santa Fe, de único gobernador de los territorios que descubriera. En una carta de privilegios de los reyes firmada en Valencia de la Torre, el 14 de marzo de 1502, por los Reyes Católicos se lo retiró a Colón definitivamente del gobierno de España

## Objetivos
Algunos historiadores opinan que para la realización de este viaje Colón debió prometer a los reyes de España la llegada a Tierra Santa. Cierto es que en obras escritas en esta etapa de su vida, como la Lettera raríssima y el Libro de las Profecías, da enorme importancia a este factor cristiano. Sin embargo, muchos autores dicen que realmente Colón hizo este viaje porque los reyes insistieron en ello dados los avances que realizaba Portugal hacia la India. El objetivo final de este viaje sería llegar a las islas de las especias o Molucas con el fin de adelantarse a sus rivales portugueses y conquistar las riquezas del Índico. Colón pensaba que las tierras descubiertas no estaban unidas, sino que debía existir una comunicación con el Índico y que ese paso debía estar entre Veragua y Nombre de Dios, y que encontrar ese paso era fundamental para llegar a las islas de las especias directamente. El porqué de la prisa se podría encontrar en los avances de los portugueses. La expedición de Vasco de Gama (1497-1499) había llegado ya a la India de verdad bordeando África. 
En las instrucciones no se menciona expresamente la búsqueda de este paso, pero se le adjuntó una carta por si se topaba con Vasco de Gama. Tampoco se le permitiría desembarcar en La Española, dadas las circunstancias de sus anteriores viajes. Si bien, dispondría de todo lo necesario para el fletamiento de armas y municiones, tomaría posesión de todas las tierras de las Indias que descubriese dentro de la demarcación otorgada a Castilla por el Tratado de Tordesillas y se debería prestar especial atención a las riquezas de oro, plata, piedras preciosas y especias.

## Preparativos del viaje
Colón tenía 51 años, lo que lo hacía mayor para la época, y sufría de gota y artritis. Se hace con una flota formada por dos carabelas que podían cargar 70 toneladas, llamadas Santa María (la capitana, apodada la Gracias a Dios) y Santiago de Palos (llamada por Hernando Colón la Bermuda), así como dos navíos que podían cargar 50 toneladas, el Gallego y el Vizcaíno.
La tripulación fue de 144 personas. Colón seleccionó a algunos miembros de su tripulación; su hermano Bartolomé Colón (que también había sido apartado del gobierno de La Española), su hijo Hernando Colón (de 13 años) y Diego Méndez de Segura como escribano oficial. Pero Colón no pudo elegir a sus capitanes, que fueron nombrados por sus financiadores. Los capitanes fueron Diego de Porras y Francisco de Porras, los cuales estaban a cargo de la carabela Santiago. Además, los reyes aceptaron financiar el cuarto viaje con la condición de que no volviera a pisar la isla de La Española.
Partieron el 3 de abril de 1502 del puerto de Sevilla con dirección a la Puebla Vieja, descendiendo el Guadalquivir con los barcos. Una vez allí, el Adelantado decidió llevar las naves a Cádiz para terminar de prepararlas y Colón se trasladó a Sevilla para ocuparse de la tripulación y las municiones. Colón partió posteriormente a Cádiz para completar el armamento de la flotilla. Zarparon de Cádiz el 11 de mayo.

## El viaje

### Travesía hasta el Caribe
Pusieron rumbo hacia el sur por la costa de África hacia las islas Canarias. En ruta a Canarias Colón se enteró de que los moros habían cercado la fortaleza portuguesa de Arcila, en la costa de Marruecos, y quiso socorrerla pero no fue necesario porque cuando llegaron el cerco ya había sido levantado.
Llegaron al puerto de Las Palmas de Gran Canaria. Cargaron agua y leña en Maspalomas y el 25 de mayo emprendieron la travesía para cruzar el Atlántico. Llegaron al Caribe el 15 de junio. Allí, Colón observó síntomas de que se aproximaba un huracán. Un huracán en el mar es particularmente peligroso, ya que no tiene ningún obstáculo y puede desplazarse libremente por el océano. 
Llegaron el 29 de junio a Santo Domingo, en la isla de La Española, pero el nuevo gobernador, Nicolás de Ovando, les prohibió desembarcar, siguiendo las órdenes de los Reyes. Según la versión de Colón, los españoles que estaban en La Española no creyeron que se acercase una tormenta. Colón sabía qué era un huracán, ya que ya lo había azotado uno en 1495, y necesitaba un puerto donde resguardarse. Al observar que el huracán se dirigía hacia el norte de la isla, decidió llevar sus barcos a una bahía al sur. La noche del 30 de junio azotó el huracán, que arrancó los cuatro barcos de sus anclas y los dispersó por el mar, pero a la mañana siguiente consiguieron reagruparse en una cala que Colón había mencionado de antemano y con las naves poco dañadas. Sin embargo, Santo Domingo quedó arrasada, el mar había hundido 29 de los 30 barcos del nuevo gobernador y habían muerto 500 personas. Ese mismo huracán que él predijo hundió el barco de Francisco de Bobadilla, que había sido artífice de su arresto dos años antes.
Colón seguía sin permiso para desembarcar, de modo que se dirigió a Jamaica para reabastecerse y, posteriormente, siguió la costa de Cuba para luego dirigirse al oeste, hacia las aguas del Caribe que todavía no habían sido exploradas.

### Ruta por Centroamérica

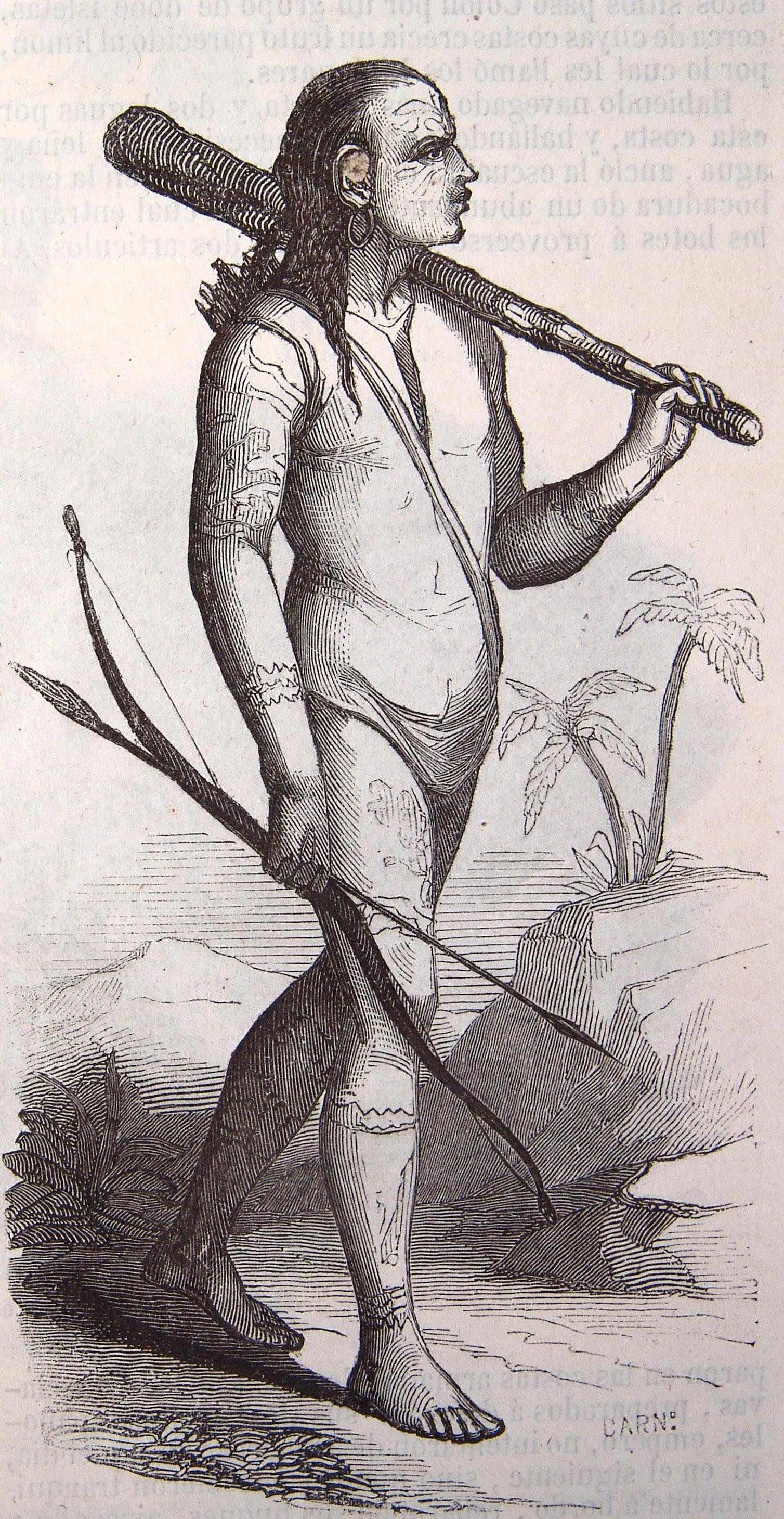
Indio nativo de la costa de Honduras

Cuando por fin llegaron a la costa de lo que hoy conocemos como Centroamérica, se encontraron con nativos que les hablaron de un inmenso canal de agua tierra adentro llamado Cigare, que Colón consideró que podría ser un paso viable. En octubre de 1502 se detuvieron en Chiriquí, en la actual Panamá, donde siguieron un canal hacia el interior pensando que encontrarían una salida, pero el canal terminaba abruptamente. Los aborígenes de Chiriqui le hablaron de una ruta terrestre de nueve días a través de las montañas que llevaba a un océano diferente. Colón comenzó la ruta, prácticamente en la misma zona donde en el siglo XX se construirá el canal de Panamá, pero decidió no continuar por ahí al considerar que era demasiado arriesgado internar a sus hombres en ese territorio y porque él deseaba encontrar una ruta estrictamente marítima. De haber continuado, se habría convertido en el primer europeo en avistar el océano Pacífico.
A medida que viajaba hacia el sur por la costa de Centroamérica, comenzó a ver que los indios cada vez se parecían más a los que había visto en su tercer viaje, en el cual había llegado a las costas de lo que hoy conocemos como Venezuela. Además, estos nativos le habían dicho que no había ningún paso marítimo. El 5 de diciembre, tras recorrer la práctica totalidad de la costa de Centroamérica y con una tripulación agotada, abandonó la búsqueda del paso occidental y se dirigió a Veraguas, en la actual Panamá, porque los aborígenes le habían dicho que había abundante oro.
En la costa de Veraguas Colón fundó la aldea de Santa María de Belén, el segundo asentamiento español en territorio continental americano.[cita requerida] En Veraguas, Bartolomé Colón organizó una expedición hacia el interior. En los ríos y arroyos descubrieron pepitas de oro, cobre y plata. Colón trabó amistad con los nativos locales, los guaimíes, pero con el tiempo surgieron fricciones al ver los nativos que Colón permanecía allí y quería convertirlos al cristianismo y saquear sus riquezas, tras lo que se produjo un combate entre los guaimíes y los marineros de Colón. Aunque los guaimíes superaban en número a los marineros por 10 a 1, las armas más potentes de estos últimos, como las espadas de metal o los arcabuces, los hicieron ganar la batalla. Sin embargo, los aborígenes contraatacaron matando a algunos españoles, que huyeron hacia los barcos.
Colón se resignó a que no podría establecer una colonia allí en esas circunstancias y decidió emprender el camino de vuelta. Sin embargo, en la navegación por el Caribe, todos los barcos estaban ya afectados por la broma (un molusco que se come la madera) y podridos, y comenzaban a hundirse, siendo la única solución achicar el agua con cubos y una bomba de aspiración, que consistía en un tubo de madera con un pistón que, bombeándose, sacaba el agua que entraba en el cascarón del barco y la vertía en la cubierta, donde era arrojada al mar en cubos. Además de encontrarse en alta mar, sin tierra cercana, los calafates (reparadores de barcos) que se encontraban en la expedición habían muerto a manos de los indios. En este orden de cosas hubo otra tormenta.

### Naufragio en Jamaica

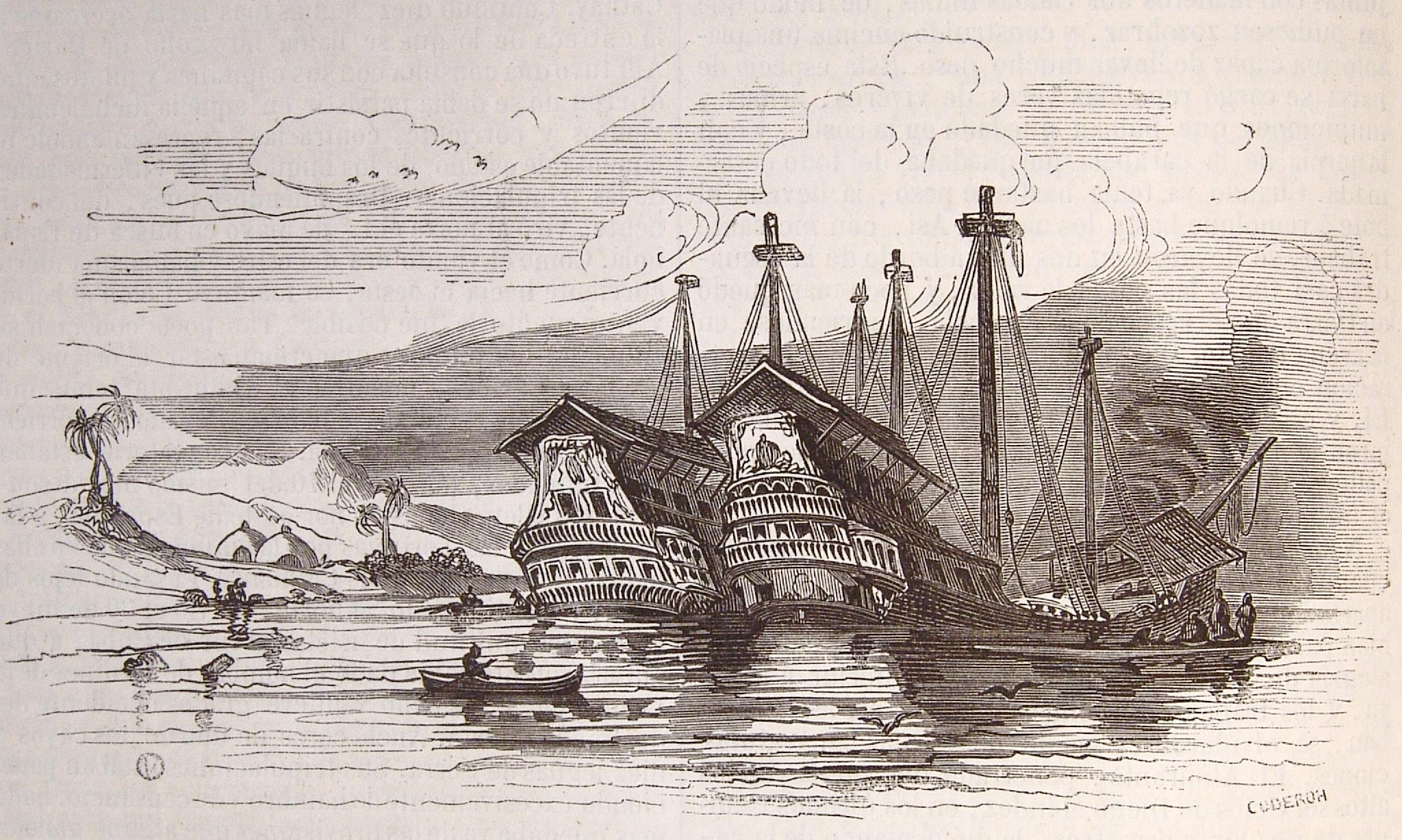
Barcos de Colón, maltrechos a causa del molusco de la broma, encallados en la costa de Jamaica en el año 1503.

En junio de 1503 los barcos supervivientes de la expedición consiguen llegar a duras penas a la isla de Jamaica, en cuya costa fueron encallados por sus tripulaciones. Los expedicionarios se encontraron naufragados en una isla sin colonizar. Montaron un campamento con los cascos de las naves e intentaron una convivencia positiva con los indios de la isla, que les ofrecieron comida. Colón propuso a Diego Méndez ir en canoa a La Española a pedir ayuda. Así mismo, Diego Méndez propuso que Colón se lo propusiese a todos primero para evitar celos en la tripulación. Colón lo hizo y, finalmente, Méndez se ofreció voluntario. Colón le entregó a Méndez también una carta de temática mística y religiosa dirigida a los Reyes Católicos, fechada el 7 de julio de 1503, que será conocida como Lettera Rarissima en su traducción posterior al italiano y cuya copia en castellano se encuentra en la Biblioteca Universitaria de Salamanca.
Cuando las condiciones meteorológicas fueron perfectas, Méndez se armó con provisiones para tres días y se hizo acompañar de algunos nativos remeros, uno de los cuales murió de un golpe de calor en el mar y fue arrojado por la borda. El cuarto día llegaron a La Española, donde Méndez descansó y se recuperó durante dos días con la ayuda de los aborígenes de La Española, que les recibieron en la orilla y les ofrecieron cosas de comer. Posteriormente, fue a avisar al gobernador de la isla, Nicolás de Ovando.

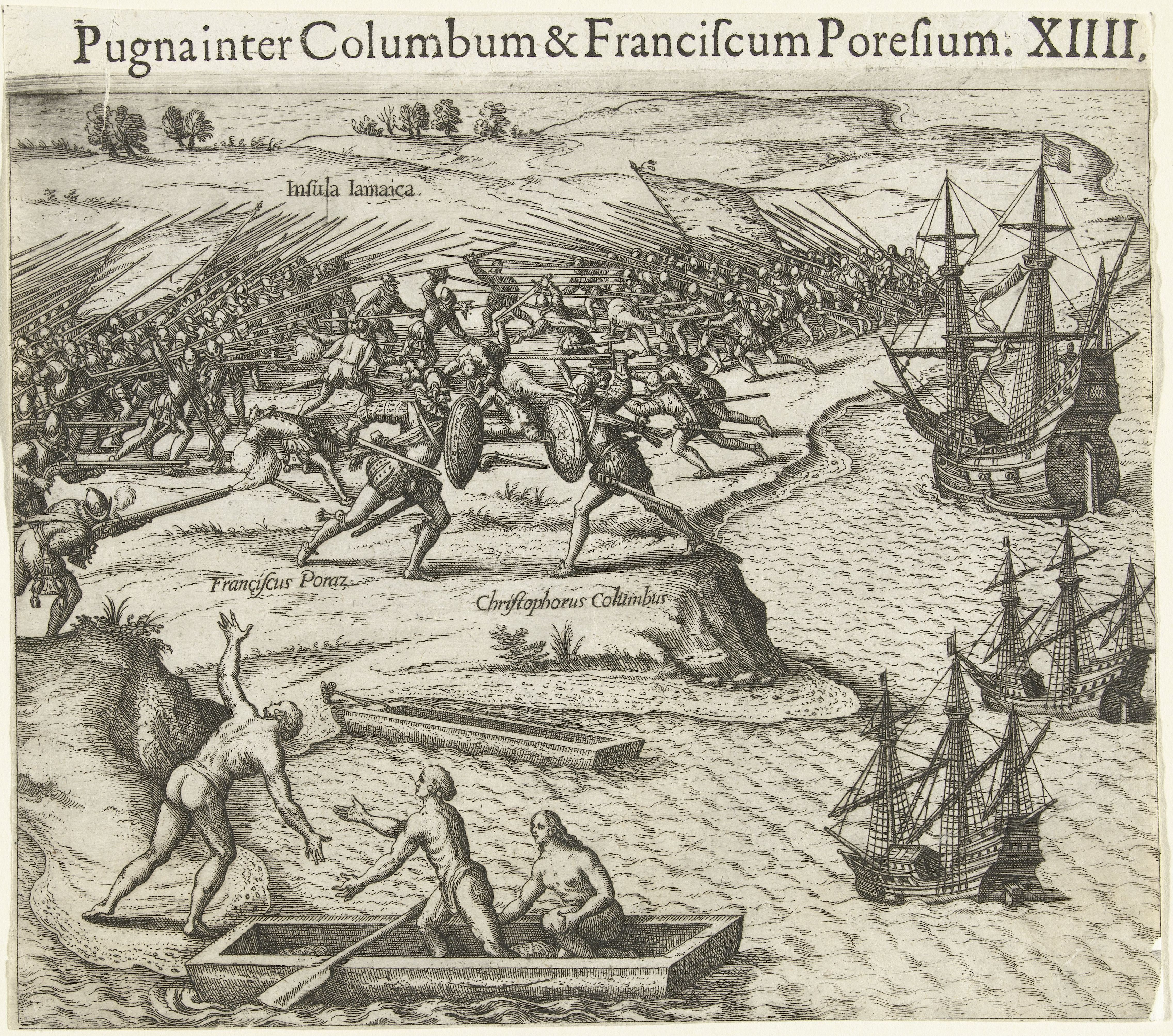
Rivalidad entre Cristóbal Colón y Francisco de Porras Americae Pars quarta (1594). Theodore de Bry. Lámina XIV.

Méndez se había ido hacía seis meses y nadie había venido a rescatar a los náufragos en Jamaica. Se produjo una lucha por el liderazgo y los hermanos Porras se escondieron del grupo. Según las fuentes colombinas, los Porras y sus partidarios causaron estragos en las relaciones de los españoles robando a los aborígenes, violando a una indígena y poniéndolos contra Colón. Los nativos dejaron de llevar comida a Colón. En esta situación, Colón recurrió a sus conocimientos astronómicos para predecir un eclipse lunar y avisó a los originarios que los dioses estaban enfadados con ellos por negarles la comida y que, por eso, oscurecería la Luna el 29 de febrero de 1504. Llegado el día, al ver los nativos que el eclipse se produjo, volvieron a llevar comida a Colón.
Finalmente, el gobernador de La Española, Nicolás de Ovando, envió un barco a Jamaica que fondeó a distancia. Solamente llegó a la orilla el bote del capitán del barco, el cual le llevó a Colón un cerdo asado, algo de vino y los saludos del gobernador.
En mayo de 1504 se produjo una batalla entre los hombres leales a Colón y los leales a los hermanos Porras, en la cual hubo una pelea a espada entre Bartolomé Colón y Francisco de Porras. Bartolomé Colón ganó a Francisco pero le perdonó la vida. De esta forma, terminó el motín.

### Regreso a España
El 29 de junio apareció por fin en la isla una carabela enviada por Diego Méndez. En este momento quedaban 110 miembros de la expedición vivos. Debido a los fuertes vientos, la carabela hubo de detenerse por el camino, tardando 45 días en llegar a La Española, siendo este un viaje que Diego Méndez había hecho en cuatro días en una canoa. De los 110 miembros de la expedición que quedaron vivos, 38 hombres decidieron no volver a embarcar y se quedaron en La Española en lugar de regresar a España y 72 regresaron. El 11 de septiembre de 1504 Cristóbal Colón y su hijo Hernando se embarcaron en una carabela para viajar desde La Española a España, pagando sus pasajes correspondientes. Llegaron a Sanlúcar de Barrameda el 7 de noviembre y de allí viajaron hasta Sevilla, donde Colón denunció a las autoridades que el oro que venía en la carabela para la Corona había sido adulterado y reclamó para sí una parte por haber hecho la acusación.
En Sevilla, la enfermedad tuvo a Colón postrado en cama. No obstante, pudo redactar su Libro de las Profecías y escribir varias cartas donde se interesaba por los asuntos de la corte. El 26 de noviembre falleció la reina Isabel. A finales de mayo de 1505, Colón partió a la corte itinerante del rey (ahora sólo regente) Fernando el Católico, que en ese momento se encontraba en Segovia. El cabildo sevillano le ofreció unas valiosas andas para desplazarse, que habían sido usadas para transportar el cadáver del cardenal Diego Hurtado de Mendoza para que fuese enterrado en la catedral. Otra opción era que viajase a lomos de un caballo, pero esto se descartó. Partió a lomos de una mula, que es un animal de andares tranquilos, por la Ruta de la Plata.

## Después de Colón

Recorrido de la Expedición de Magallanes-Elcano, de 1519 a 1522

Colón no encontró el paso marítimo por Centroamérica. Sin embargo, el conquistador español Vasco Núñez de Balboa en una expedición terrestre lograría descubrir el océano Pacífico el 25 de septiembre de 1513, llamándolo mar del Sur.
Más tarde, el 29 de octubre de 1520, la Expedición de Magallanes-Elcano, que terminó dando la vuelta al Mundo, descubrió un paso marítimo para ir desde el Atlántico hasta el Pacífico por el sur. El paso se encuentra al extremo sur de lo que actualmente es Chile y Argentina, fue conocido como el estrecho de Magallanes. Esta fue la primera vía de paso descubierta. Casi un siglo después, se descubriría otra ruta más amplia, aún más al sur, bordeando el cabo de Hornos. 
El 15 de agosto de 1914 Estados Unidos finalizó el canal de Panamá, una de las grandes proezas de la construcción moderna, que permite que los barcos puedan pasar desde el océano Atlántico al océano Pacífico a través de Centroamérica. 
En el siglo XXI el canal se había quedado estrecho para el paso de los grandes buques modernos y se hizo preciso construir una ampliación del canal con un nuevo grupo de esclusas. Esta ampliación fue inaugurada el 26 de junio de 2016.